# Gio Linh (huyện)
Gio Linh là một huyện ven biển cũ thuộc tỉnh Quảng Trị, Việt Nam.

## Địa lý

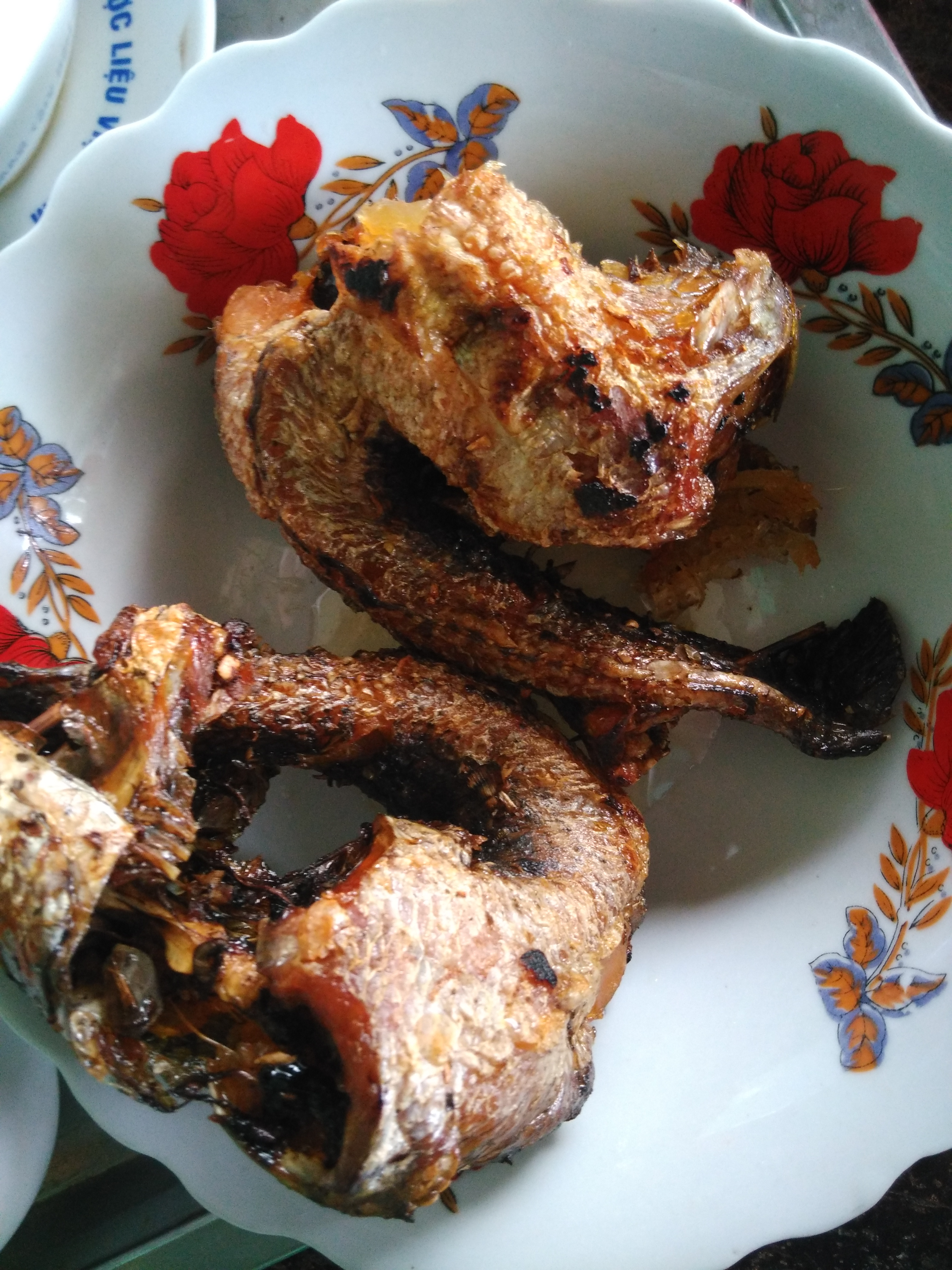
Cá tràu Gio Linh, một đặc sản của vùng đất Gio Linh

Huyện Gio Linh nằm ở phía đông bắc tỉnh Quảng Trị, có vị trí địa lý:
- Phía đông giáp Biển Đông
- Phía tây giáp huyện Hướng Hóa và huyện Đakrông
- Phía nam giáp các huyện Triệu Phong, Cam Lộ và thành phố Đông Hà
- Phía bắc giáp huyện Vĩnh Linh.

Nơi đây từng là bờ Nam của vĩ tuyến 17, chia đôi đất nước thành hai miền Bắc - Nam với nhiều trận đánh khốc liệt.
Huyện Gio Linh có diện tích là 473 km², dân số năm 2019 là 75.276 người.

## Hành chính
Huyện Gio Linh có 17 đơn vị hành chính cấp xã trực thuộc, bao gồm 2 thị trấn: Gio Linh (huyện lỵ), Cửa Việt và 12 xã: Gio An, Gio Hải, Gio Mai, Gio Mỹ, Gio Quang, Gio Sơn, Hải Thái, Linh Trường, Phong Bình, Trung Giang, Trung Hải, Trung Sơn.

## Lịch sử
Sau năm 1975, huyện Gio Linh thuộc tỉnh Bình Trị Thiên, gồm 20 xã: Gio An, Gio Châu, Gio Hải, Gio Mai, Gio Mỹ, Gio Phong, Gio Quang, Gio Sơn, Gio Thành, Gio Việt, Hải Thái, Hướng Hiệp, Linh Thượng, Mò Ó, Trung Giang, Trung Hải, Trung Sơn, Trung Tân, Vĩnh Thường và Vĩnh Trường.
Ngày 11 tháng 3 năm 1977, hợp nhất ba huyện Vĩnh Linh, Gio Linh và Cam Lộ thành huyện Bến Hải.
Ngày 13 tháng 3 năm 1979, giải thể xã Trung Tân để sáp nhập vào 2 xã Trung Hải và Gio Mỹ.
Ngày 18 tháng 5 năm 1981, sáp nhập xã Quảng Tân thuộc thị xã Đông Hà vừa giải thể vào xã Gio Quang thuộc huyện Bến Hải.
Ngày 17 tháng 9 năm 1981, chuyển 2 xã Mò Ó và Hướng Hiệp về huyện Hướng Hóa quản lý (nay 2 xã này thuộc huyện Đakrông).
Ngày 12 tháng 1 năm 1984, sáp nhập xã Vĩnh Thường vào xã Vĩnh Trường.'
Ngày 30 tháng 6 năm 1989, huyện Bến Hải thuộc tỉnh Quảng Trị vừa được tái lập.
Ngày 23 tháng 3 năm 1990, huyện Gio Linh được tái lập từ huyện Bến Hải.
Ngày 1 tháng 5 năm 1992, chia xã Gio An thành 2 xã: Gio An và Gio Bình; chia xã Gio Sơn thành 2 xã: Gio Sơn và Gio Hòa; chia xã Hải Thái thành 2 xã: Hải Thái và Linh Hải.
Ngày 1 tháng 8 năm 1994, thành lập thị trấn Gio Linh.
Ngày 9 tháng 8 năm 2005, thành lập thị trấn Cửa Việt.
Ngày 17 tháng 12 năm 2019, Ủy ban Thường vụ Quốc hội ban hành Nghị quyết 832/NQ-UBTVQH14 về việc sắp xếp các đơn vị hành chính cấp xã thuộc tỉnh Quảng Trị giai đoạn 2019–2021 (nghị quyết có hiệu lực từ ngày 1 tháng 1 năm 2020). Theo đó:
- Sáp nhập xã Vĩnh Trường và xã Linh Thượng thành xã Linh Trường
- Sáp nhập xã Gio Hòa vào xã Gio Sơn
- Sáp nhập hai xã Gio Phong và Gio Bình thành xã Phong Bình
- Giải thể xã Gio Thành, địa bàn sáp nhập vào các xã Gio Mai và Gio Hải.

Ngày 14 tháng 11 năm 2024, Ủy ban Thường vụ Quốc hội ban hành Nghị quyết số 1281/NQ-UBTVQH15 về việc sắp xếp các đơn vị hành chính cấp xã thuộc tỉnh Quảng Trị giai đoạn 2023–2025 (nghị quyết có hiệu lực từ ngày 1 tháng 1 năm 2020). Theo đó:
- Sáp nhập xã Linh Hải vào xã Gio Sơn
- Giải thể xã Gio Châu, địa bàn sáp nhập vào xã Gio Quang và thị trấn Gio Linh
- Sáp nhập xã Gio Việt vào thị trấn Cửa Việt.

Huyện Gio Linh có 2 thị trấn và 12 xã trực thuộc.

## Giao thông
Tuyến Quốc lộ 1 chạy qua huyện Gio Linh. Dự án sân bay Quảng Trị dự kiến sẽ được xây ở xã Gio Quang, nằm ở phía nam của huyện.
Đây cũng là địa phương có dự án Đường cao tốc Vạn Ninh – Cam Lộ đi qua đang được xây dựng.

## Kinh tế

### Công nghiệp

#### Điện mặt trời
Năm 2019 hiện có 2 dự án điện mặt trời với 3 nhà máy, tổng công suất lắp máy 150 MWp:
- Điện mặt trời Gio Thành là cụm 2 nhà máy điện mặt trời xây dựng trên vùng đất xã và Gio Hải, có công suất lắp máy 100 MWp, khởi công tháng 6/2019, dự kiến hoàn thành tháng 12/2019.[14] Toạ độ tại 16°55′31″B 107°08′22″Đ / 16,925143°B 107,139577°Đ
- Điện mặt trời LIG Quảng Trị là nhà máy điện mặt trời xây dựng trên vùng đất xã Gio Hải, có công suất lắp máy 49,5 MW, khởi công tháng 8/2018, khánh thành tháng 6/2019.[15] Toạ độ tại 16°55′03″B 107°09′08″Đ / 16,917421°B 107,1523°Đ

## Văn hóa

### Âm nhạc
Địa danh Gio Linh được biết tới nhiều qua bài hát Bà mẹ Gio Linh do Phạm Duy sáng tác năm 1948. Một vài ca khúc khác cũng nhắc tới địa danh này như Trên bốn vùng chiến thuật của nhạc sĩ Trúc Phương, Thương về vùng hỏa tuyến của nhạc sĩ Lê Minh Bằng.

### Di tích Căn cứ Cồn Tiên – Dốc Miếu
Dốc Miếu – nằm ở Quốc lộ 1 thuộc địa phận Gio Linh. Năm 1947. Dốc Miếu là nơi Pháp đã đóng chốt quân sự để án ngữ Quốc lộ 1, và được gọi là Ba Dốc. Cồn Tiên (xã Gio An) – Dốc Miếu (xã Gio Phong) là hai đầu của hàng rào điện tử Macnamara, nên thường được đi cùng với nhau khi nói đến trong chiến tranh Việt Nam
Dốc Miếu là căn cứ đầu tiên của Mỹ, gần vùng phi quân sự nhất, được xem là "con mắt thần" của Hàng rào điện tử McNamara. 
Sau năm 1954, chính quyền Miền Nam và Mỹ xây dựng Dốc Miếu thành một cứ điểm quân sự lớn nhất Gio Linh với kinh phí lên đến 800 triệu USD, biến Dốc Miếu trở thành một căn cứ quân sự quan trọng về pháo binh để đánh vào các mục tiêu của miền Bắc Việt Nam. .
Ngày nay, khi đi qua Dốc Miếu, chúng ta có thể thấy những ngọn đồi xanh ngắt cao su, chè, hồ tiêu. Vẻ thanh bình đã trở lại sau những năm dài chiến tranh ác liệt. .